# 卡爾斯角
70°13′S 68°13′W / 70.217°S 68.217°W
卡爾斯角（英語：Carse Point）是南極洲的海岬，位於帕爾默地，海拔高度1,250米，在1935年11月23日由美國探隊家拍攝空中照片，1936年由英國探險隊測量，現時由南極條約體系管理。